# Episteme communis
Episteme communis là một loài bướm đêm trong họ Noctuidae.